# Coronel (kommun)
Coronel är en kommun i Chile.   Den ligger i provinsen Provincia de Concepción och regionen Región del Biobío, i den södra delen av landet, 500 km sydväst om huvudstaden Santiago de Chile.
I omgivningarna runt Coronel växer i huvudsak städsegrön lövskog. Runt Coronel är det tätbefolkat, med 286 invånare per kvadratkilometer.